# Оника, Валерий Васильевич
Валерий Васильевич Оника (8 марта 1939 года, Полтава, УССР — 11 февраля 2015 года, Норильск, РФ) — советский и российский театральный актёр, режиссёр.
Заслуженный артист Российской Федерации (2001).

## Биография
Валерий Оника родился 8 марта 1939 года в Полтаве Украинской ССР. В 1958 году окончил театральное училище в Черновцах (педагог Василий Василько). Играл в Черновицком музыкальном драматическом театре, драматическом театре ГСВТ (Германия), Харьковском русском драмтеатре (1968), Астраханском драматическом театре, Гомельском областном драматическом театре, Комсомольском-на-Амуре театре драмы (1978-1983).
В 1983—2012 годах был актёром Норильского Заполярного театра, где стал одним из ведущих артистов.
Умер 11 февраля 2015 года на 76-м году жизни. 

### Семья
- Жена — Алевтина Александрова, актриса Норильского театра
- Сын — Василий Валерьевич Оника.

## Награды
- Заслуженный артист России (2001)[3].
- лауреат фестиваля «Ново-Сибирский транзит» за спектакль «Старомодная комедия» (2010). [4]

## Работы в театре

### Актёр
- 1996 — «Чума на оба ваши дома» Гр. Горина — брат Лоренцо
- 1996 — «Как солдат Иван Чонкин самолёт сторожил» Ю. Кима — Генералиссимус Сталин
- 1997 — «На всякого мудреца довольно простоты» А. Островского — Мамаев
- 1997 — «Недоросле» Фонвизина — Скотинин
- 1999 — «Веере леди Уиндермир» — лорд Нортон
- 2000 — «Сказки Арденского леса» Ю. Кима — министр Лебо
- 2001 — «Шут Балакириев» Гр. Горина — прокурор Ягужинский
- 2008 — «Вишнёвый сад» А. П. Чехов — Фирс
- 2010 — «Старомодная комедия» А. Арбузов — Родион Николаевич
- «Коварство и любовь» Фр. Шиллера — президент фон Вальтер
- «Пенелопа» С. Моэм — Профессор математики Голайтли
- «Дальше… Дальше… Дальше…» М.Ф. Шатров — И.Сталин
- «Свои люди – сочтёмся» А. Н. Островский — Купец Самсон Силович Большов
- «Хочу красиво жить» — Серко
- «Три сестры» А. П. Чехов — Андрей
- «Варшавская мелодия» Л. Г. Зорин — Виктор
- «И дольше века длится день» Ч. Айтматов — Едигей
- «Гамлет» Шекспир — Клавдий
- «Клоп» В. В. Маяковский — Присыпкин

### Режиссёр
- «Старомодная комедия» А. Арбузов